# Кусакан (село)
Кусакан (каз. Құсаққан) — село в Житикаринском районе Костанайской области Казахстана. Входит в состав Большевистского сельского округа. Код КАТО — 394435300.

## Население
В 1999 году население села составляло 287 человек (143 мужчины и 144 женщины). По данным переписи 2009 года, в селе проживало 288 человек (147 мужчин и 141 женщина).